# Pherusa parmata
Pherusa parmata är en ringmaskart som först beskrevs av Grube 1877.  Pherusa parmata ingår i släktet Pherusa och familjen Flabelligeridae. Inga underarter finns listade i Catalogue of Life.